# Rockferry (canção de Duffy)
Rockferry foi o single de estreia da cantora galesa Duffy, escrito por Duffy e Bernard Butler. É a primeira faixa do álbum de mesmo nome . O videoclipe de Rockferry foi filmado na cidade Galesa, Porthmadog.

## Antecedentes
"Rockferry" foi lançada para download em 19 de novembro de 2007 e foi lançada em 3 de dezembro de 2007 em edição limitada de vinil de 7", com apenas 500 cópias. Um download gratuito da faixa estava originalmente disponível por meio de um link publicado em 15 de outubro de 2006 no Observer Music Monthly. A capa e o videoclipe foram feitos em uma filmagem na Ffestiniog Railway em Porthmadog, que foi renomeada para a ocasião. O lado B do single, apresentava a canção "Oh Boy", escrita por Richard J. Parfitt. Duffy cita "Oh Boy" como a música que a fez ser descoberta.
A canção alcançou a posição 45 no UK Singles Chart, bem como alcançou a posição 35 no Swiss Singles Chart .

## Recepção e crítica
A faixa recebeu ampla aclamação da crítica. A Rolling Stone comentou que ela está "cantando com muita sinceridade". AllMusic a chamou de "balada grandiosa e arrebatadora". MusicOMH.com disse que ela "carrega a música incrivelmente bem, derramando drama e emoção nas letras, construindo com maestria o clímax da música". A Spin Magazine incluiu "Rockferry" em sua lista das 20 melhores canções de 2008. A Time a incluiu em 9º lugar no Top 10 de canções de 2008.

## Lista de músicas
Reino Unido vinil 7"<br> (175 410-6; Released: 2007)
1. "Rockferry" [Versão Single] – 4:11
2. "Oh Boy" - 2:29

CD promocional
1. "Rockferry" [Versão Single] – 4:09

iTunes Rockferry – single
1. "Rockferry" - 4:12
2. "Oh Boy" - 2:32

## Paradas músicais
"Rockferry" alcançou a posição 45 no UK Singles Chart, enquanto devido à popularidade da música, o lado B, "Oh Boy" alcançou a posição 96.

### "Rockferry"
| Paradas (2008)                   | Pico <br> posição |
| -------------------------------- | ----------------- |
| Tabela de singles do Reino Unido | 45                |
| Tabela de singles da Suíça       | 35                |

### "Oh Boy"
| Gráfico (2008)                   | Pico <br> posição |
| -------------------------------- | ----------------- |
| Tabela de singles do Reino Unido | 96                |

## Vídeo
A arte do álbum em preto e branco e o vídeo da faixa-título foram filmados pelos diretores Luke Seomore e Joseph Bull, na Ffestiniog Railway em Porthmadog, que foi renomeada como 'Rockferry' para a ocasião.